# 太陽城中心 (佛羅里達州)
太陽城中心（英語：Sun City Center）是位於美國佛羅里達州希爾斯波羅縣的一個人口普查指定地區。

## 地理
太陽城中心的座標為27°42′48″N 82°21′35″W / 27.71333°N 82.35972°W，而該地最高點為海拔高度15米（即49英尺）。

## 人口
根據2010年美國人口普查的數據，太陽城中心的面積為43.00平方千米，當中陸地面積為40.80平方千米，而水域面積為2.20平方千米。當地共有人口19258人，而人口密度為每平方千米447人。